# DJ Swissboy
DJ Swissboy – amerykański DJ, grający muzykę dance. W 2004 roku wydał album Love Is Energy. Pochodzi z niego największy przebój artysty - Here Comes The Rain Again, cover piosenki Eurythmics z lat 80. pod tym samym tytułem.

## Dyskografia

### Albumy
- Love is Energy (2004)

### Single
- Here Comes The Rain Again (2004, 2007)